# زیمرات
زیمرات (به آلمانی: Simmerath) یک شهر در آلمان است که در آخن واقع شده‌است. زیمرات ۱۵٬۶۶۹ نفر جمعیت دارد.